# Дахнівка (село)
Дахні́вка — село в Україні, у Городоцькій міській територіальній громаді Хмельницького району Хмельницької області. Населення становить 137 осіб. До 2020 орган місцевого самоврядування — Немиринецька сільська рада.

## Географія
На південно-західній околиці села річка Безіменна впадає у річку Сквилу.

## Історія
7 (20) листопада 1917 року, відповідно до Третього Універсалу Української Центральної Ради, увійшло до складу Української Народної Республіки.
12 червня 2020 року, відповідно до розпорядження Кабінету Міністрів України № 727-р «Про визначення адміністративних центрів та затвердження територій територіальних громад Хмельницької області», увійшло до складу Городоцької міської громади.
19 липня 2020 року, в результаті адміністративно-територіальної реформи та ліквідації Городоцького району, увійшло до складу новоутвореного Хмельницького району.

## Населення

### Мова
Розподіл населення за рідною мовою за даними перепису 2001 року:
| Мова       | Кількість | Відсоток |
| ---------- | --------- | -------- |
| українська | 137       | 100%     |

## Символіка
Затверджена 12 червня 2020 р. рішенням №-41-2020 XLI сесії сільської ради. Автори — В. М. Напиткін, К. М. Богатов, П. Б. Войталюк.

### Герб
У зеленому щиті золоте шістнадцятипроменеве сонце, супроводжуване облямівкою із золотих липових листків та срібних квіток липи з золотими серединками поперемінно. Щит вписаний в золотий декоративний картуш і увінчаний золотою сільською короною. Унизу картуша напис «ДАХНІВКА».
Липові листки та квіти — символ старовинного парку, який існує в селі. Сонце — символ Поділля.

## Прапор
В центрі квадратного зеленого полотнища жовте шістнадцятипроменеве сонце, по периметру йде облямівка із жовтих липових листків та білих квіток липи з жовтими серединками поперемінно.

## Галерея

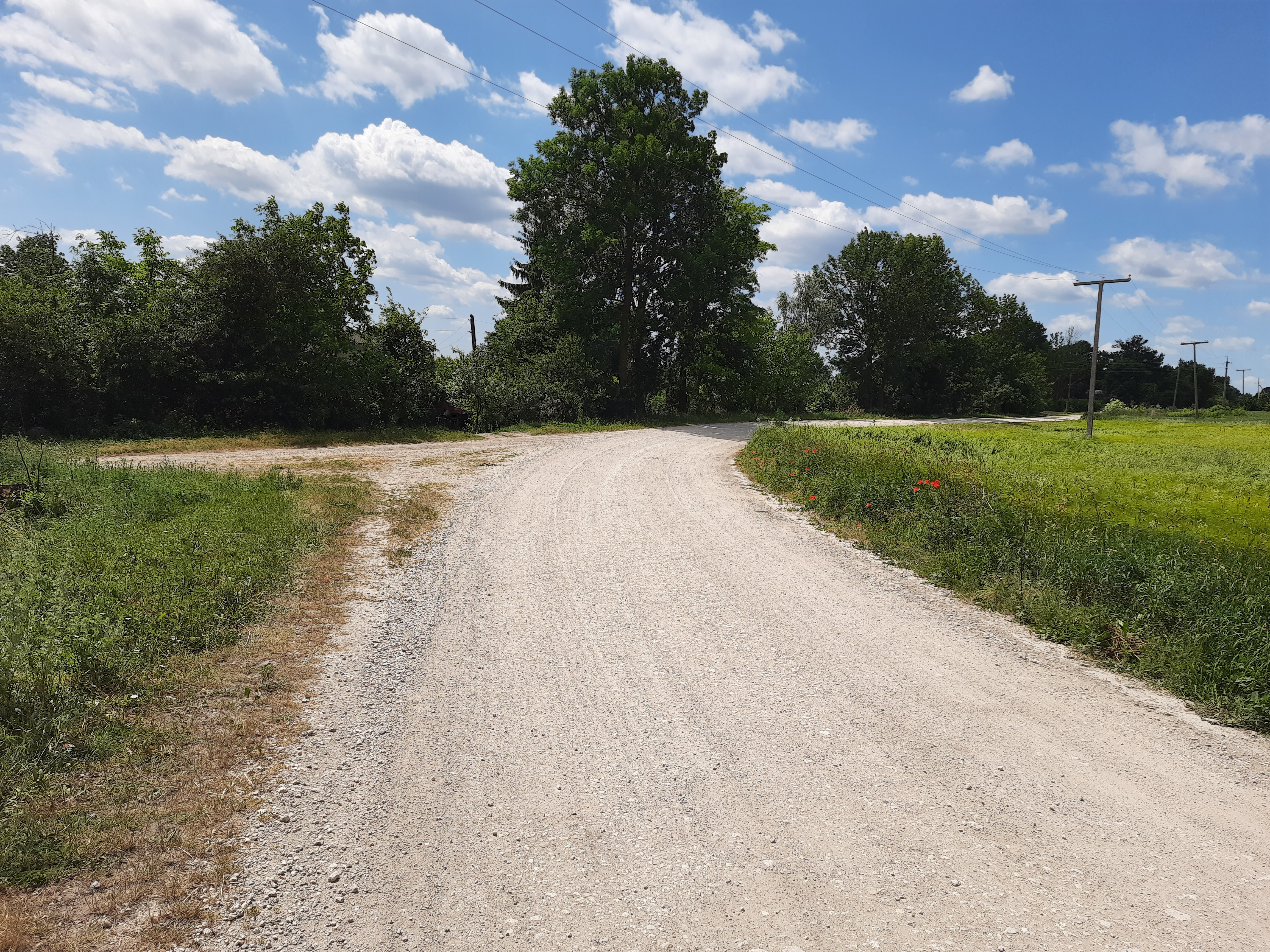
Дорога в село
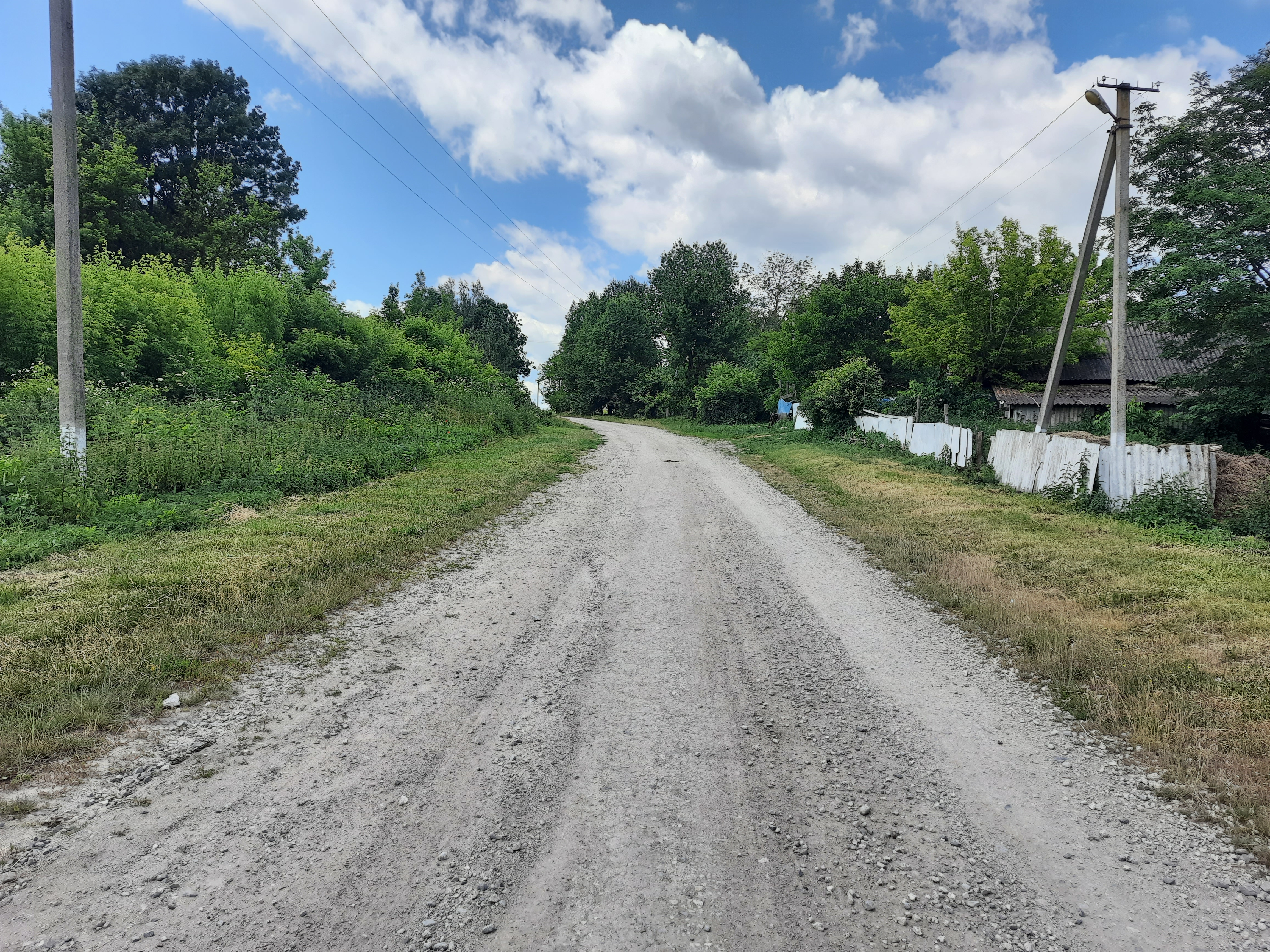
Сільська вулиця
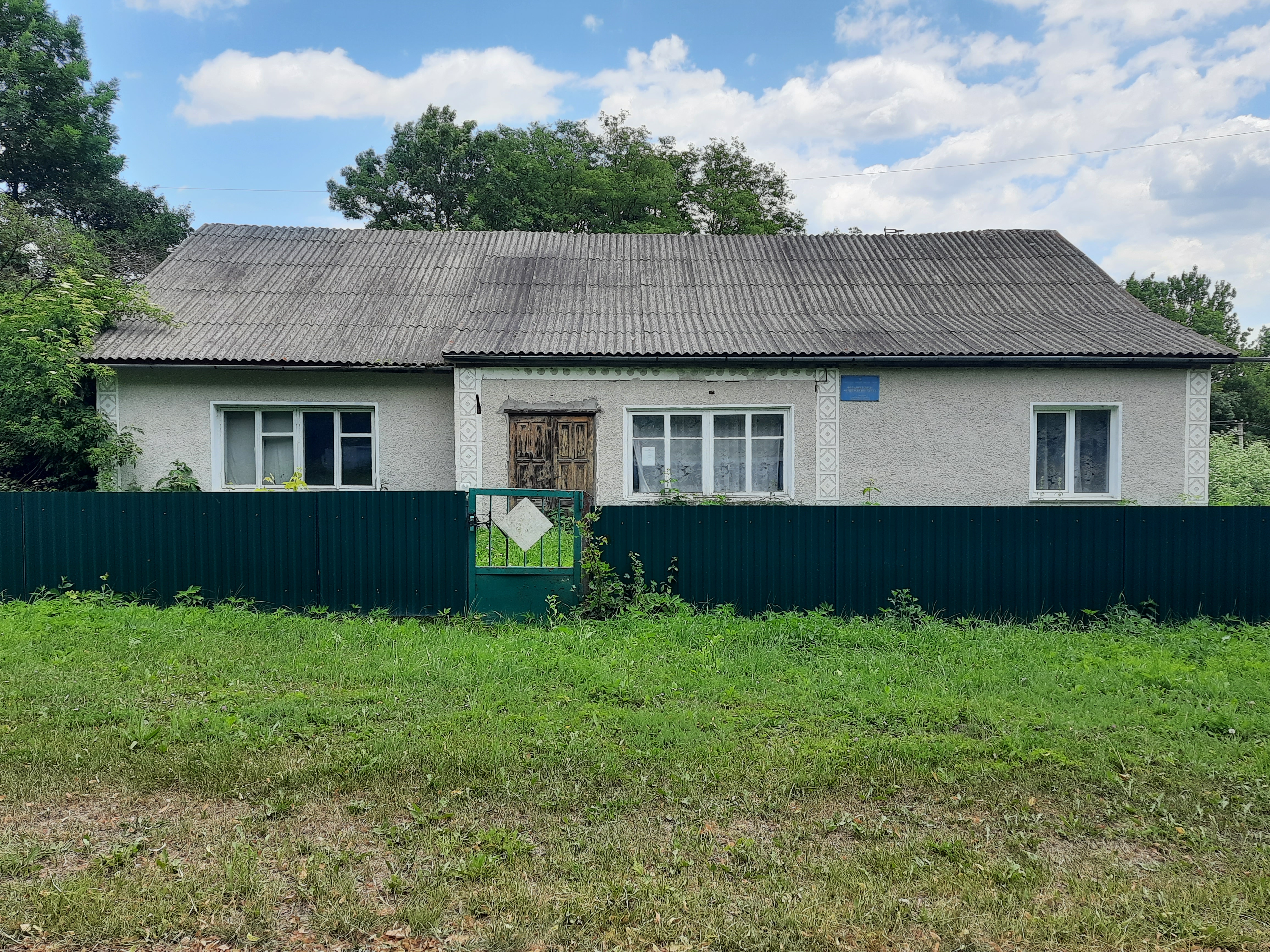
Фельдшерський пункт
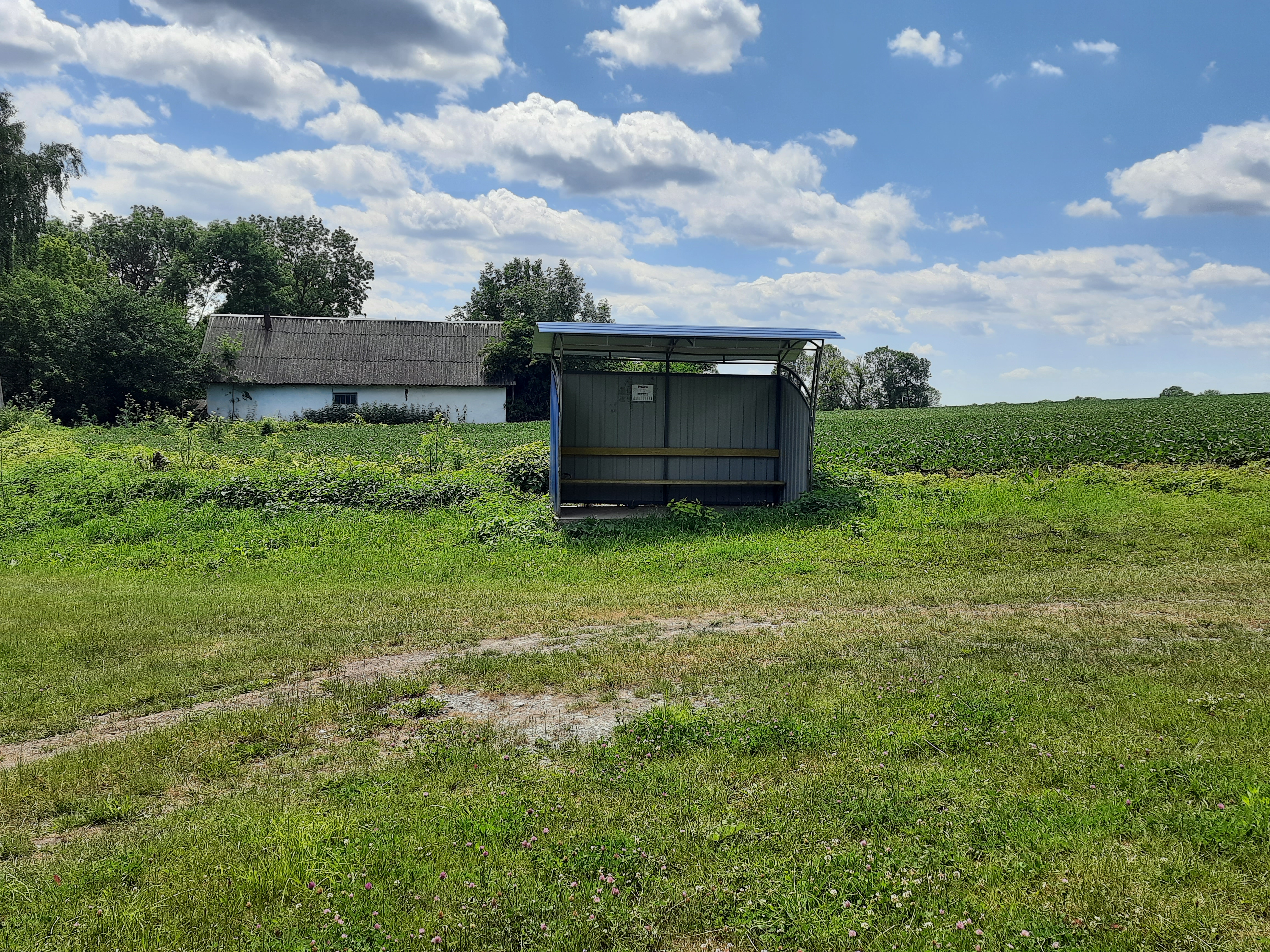
Автобусна зупинка
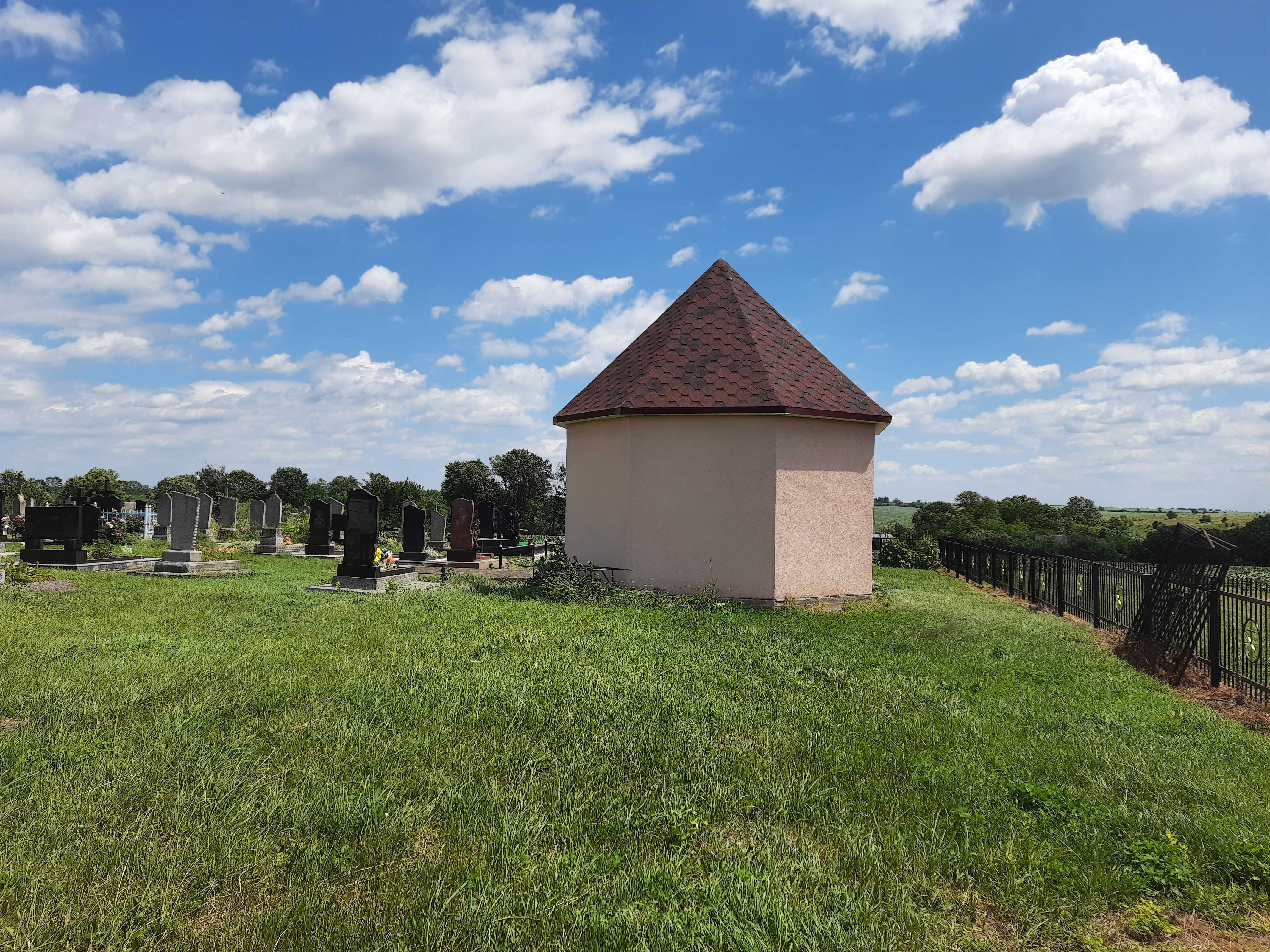
Капличка на цвинтарі